# イズニク湖
イズニク湖（トルコ語: İznik Gölü）は、トルコ北西部ブルサ県にある湖である。古代都市ニカイアの後身であるイズニクが東岸に位置する。古称は、アスカニア（英語:Askania, ラテン語:Ascania, 古代ギリシア語: Ἀσκανία）湖。

## 歴史
ギリシア神話によると、現在のイズニク湖周辺はトロイア戦争中にフリギア人によって占領されたとされる。
1920年代には米の産地として知られていた。
2014年には航空写真撮影による史跡の現地調査中に、4世紀に建設されたとされるバシリカ様式の大聖堂の遺跡が水中から発見された。この大聖堂は、ニカイアの聖ネオフィトスに捧げられたもので、740年の地震により崩壊したと考えられている。現地では、この遺跡に関する水中博物館の建設が模索されている。なお、この発見はアメリカ考古学研究所による10大発見の一つに選ばれた。

## 自然
1989年、水質汚染とレクリエーション施設の開発により生態が脅かされていたカモ目の水鳥を保護する目的で、バードライフ・インターナショナルにより重要野鳥生息地に選定された。

イズニクの町とイズニク湖